# 賀齊
賀齊（2世紀？—227年），字公苗，漢末會稽郡山陰人，三国東吴將領，會稽士族賀氏的家主，在江東內部平定山越所戰披靡，期間也有參與前線作戰。
本為「慶」姓，賀齊的伯父慶純，在儒學界有很大的聲望。漢安帝在位時擔任侍中、江夏太守。不過慶純辭去官職，曾經與江夏黃瓊、廣漢的楊厚同被徵任為「公車」署。但是後來避漢安帝生父孝德皇的名諱，所以改為「賀」姓。

## 生平

### 少有威名
賀齊年少是郡吏守剡县，而當地縣吏斯從像輕俠一樣放蕩結交，賀齊打算把他懲治。而主薄勸諫賀齊：「斯從是縣裡頭的大族，也有山越依附他，今日如果把他懲治，明日賊寇就會來」。賀齊聽後憤怒，立刻把斯從斬殺。斯從的族人黨寇陸續集結，率千餘人舉兵攻擊賀齊所在的縣所。賀齊便率郡吏平民打開城門進行突擊，隨即大破叛亂者，威震山越。後來太末、豐浦兩縣的平民造反，賀齊轉到太末為縣長，在當地誅殺奸惡安養善好，在任期當月把叛亂平盡。

### 培旋律動
建安元年（196年），賀齊被孙策察举为孝廉，當時王朗逃跑到東治，侯官的商升為王朗起兵。孫策派永寧長韩晏領兵討伐，而賀齊代替其為永寧縣長鎮守。不久韩晏败于商升，贺齐随之又代其成为南部都尉，商升畏懼賀齊的威名，派遣使者乞討結盟。賀齊陳說其利害禍福，商升隨即送上印綬出門投降。但是賊將統帥張雅、詹强等人并不願意商升投降，所以合謀將商升反殺，之後張雅並自稱無上將軍，詹强自稱會稽太守。當時賊眾氣勢高漲，賀齊兵少不足以去討伐，所以屯軍休戰。張雅與何雄因為有爭地而分離，賀齊派越人從中挑撥，令兩方更深猜疑，並出兵相互吞併。賀齊於是出兵前往討伐，在一戰裡頭大破張雅，詹强黨眾被賀齊震嚇而畏懼，便率眾出城投降。

### 迅勢逆襲
贺齐平定侯官后的建安八年（203年），建安、漢興、南平等县的豪强再次发动叛乱，賀齊於是進兵建安，設立都尉府，這一年是建安八年也就是203年。郡調發五千兵，而且讓各縣縣長帶領自己的部將，並統一歸由賀齊調節差遣。賊將洪明、洪進、苑御、吳免、華當五人各率領了萬戶人眾，連營相駐在漢興，吳五的六千戶人眾另屯營在大潭，鄒臨的六千戶人眾就屯在蓋竹，一同進軍出餘汗，音幹。賀齊軍討伐漢興，經過餘汗。賀齊認為賊多自己兵少，若然孤軍深入則沒有後繼支援，擔心容易被敵人切斷退路，於是令松陽縣縣長丁蕃留在餘汗防備。丁蕃本來與賀齊同為相鄰縣城的縣長，但他恥於在賀齊的部隊指揮之下，所以推辭不肯留下。賀齊立斬了丁蕃，軍中被賀齊的舉動震慄，沒有人不從命。於是分兵留餘汗防備，自己則進軍討伐洪明，連續大破敵人。臨陣斬殺洪明，洪進、苑御、吳免、華當四人均投降。然後轉攻蓋竹，向大潭進軍，吳五、鄒臨再次投降。在討伐懲治中斬殺六千首級，賊中的名將全部被擒獲，賀齊再次整頓縣邑，從中得到兵卒萬人，被拜為平東校尉。建安十年（205年），賀齊轉戰到上饒進行討伐，分出建安桐鄉地，設為建平縣。

### 克敵寧內
建安十三年（208年），赤壁之戰發生的同一年，賀齊遷升為威武中郎將，並與率領萬人的蔣欽共同討伐丹陽郡的黟縣、歙縣。當時武彊、葉郷、東陽、豐浦四個郷的賊將率先投降，賀齊上表將葉郷改為始新縣。而歙縣的賊帥金奇率領萬戶人屯駐在安勒山，毛甘的萬戶人則屯在烏聊山，黟縣賊帥陳僕、祖山等人的二萬戶人就屯在林歴山。林歴山地形是四面山壁聳立，有數十丈高，山徑危險狹隘，刀盾無法施展，賊將居高臨下投石，無法反擊進攻。吳軍屯駐在山徑多日，將官兵吏為之憂慮。賀齊親自出山間四周瀏覽，觀察地形分析便利，暗中募集身輕敏捷的兵士，給他們製作鐵戈，潛入賊眾不防備的隱密險要地方，用鐵戈鑿山壁開挖攀爬前進的道路，乘夜令士兵偷偷爬上去，然後捆綁數多的垂布供給下方的人攀爬，上壁者有數百人，並在四面佈置，一齊擂鼓吹號，賀齊已經部署了兵眾待命。賊眾在夜晚聽到鼓聲四嚮，山下不見吳軍便以為他們已經上了山，於是驚慌失措陷入混亂，不知如何是好，本來把守險要的賊者也逃跑回巢。吳軍才得以上山，於是大破陳僕等人，其他餘黨都投降了，此戰共斬殺首級七千人，賀齊與蔣欽平定了黟縣及歙縣。賀齊再次上表把歙縣分為新定縣、黎陽縣、休陽縣，并與黟縣、歙縣、始新為六縣，孫權於是分出為六縣並為新都郡，以賀齊為太守，立府於始新，加偏將軍。

### 绥静邦域
建安十六年（211年），吳郡餘杭縣百姓郎稚與宗族起兵作賊，又有數千人響應，賀齊出兵進討，隨刻打破郎稚，賀齊上表分餘杭縣新設臨水縣。賀齊接到命令他要返回到所治理的始新郡，在返郡的時候，孫權在路上出現，以樂舞大象之宴席為他餞行。孫權問賀齊：“如今平定天下，在都城立國，使遠地上貢珍品，令兇猛的野獸停止揮舞銳爪，若不是你的功勞那會是誰呢？”賀齊說：“殿下以神武之姿得到應得的期望，開拓帝王基業，臣我幸好因緣際會，才得以驅馬在風塵之下，說輔佐的還算不上，若果是作為鷹犬的效用，我們臣下是非常願意。若說是使遠地上貢珍品，令兇猛的野獸停止揮舞銳爪，應是至尊的聖德所為，而不是臣我所能做到的。”之後孫權賞賜賀齊獲贈車和駿馬，宴席結束孫權請賀齊上自己的御駕一起坐，賀齊辭讓不敢，孫權命左右扶賀齊上車，令兵吏以騎兵開路，如同郡中舉行儀式一樣。孫權望著這個情景笑說：“人應當努力，不積累勤勉的功績，這樣的榮耀是不可能得到的。”車走了百餘步才轉走。
建安十八年（213年），豫章郡東部平民彭材、李玉、王海等率領眾萬餘人起兵為賊作亂，賀齊前往討伐平定，誅殺其首領，餘黨全部降服。在賊黨中挑選健壯者為軍兵，差一些的歸為縣民，遂遷升為奮武將軍。

### 攻敵必援
建安二十年（215年），跟從孫權進攻合肥。當時張遼從城中出戰偷襲，作為先頭部隊一員的徐盛被重創遺失了旗矛，賀齊和潘璋從後方趕到，賀齊率領中軍部隊攻撃，期間拾回徐盛遺失的旗矛。孫權在逍遙津受到張遼偷襲，駕馬躍橋成功撤退，賀齊以三千水軍在南岸接應。孫權回到船上，設宴慰勞大家，賀齊跪下哭泣說：“至尊是眾人的君主，應當保持謹慎莊重，今日的事幾乎造成禍敗。群臣都為之驚恐，如同天地崩塌，希望你以此為終身的警誡！”孫權親自擦拭賀齊的眼淚說：“非常慚愧！我會謹記於心，還不只寫在腰帶上。”

### 以戰養戰
建安二十一年（216年），曹操進攻濡須口，鄱陽郡平民尤突受曹操授予印綬，而同時丹楊賊帥費棧也受曹操授予印綬作為內應，把平民轉為賊，陵陽縣、始安縣、涇縣都與尤突呼應。孫權派賀齊與陸遜討伐尤突和費棧，賀齊大破尤突，並斬數千首級，剩下的餘黨被震驚降服，丹楊三縣皆投降，從中得到精兵八千人。而另一方面費棧的黨羽眾多，相反陸遜前往的兵少，於是陸遜增設不少旗旌，分置戰鼓、號角，深夜潛伏山谷之間，剩著鼓聲躁動進擊，費棧人馬瞬間被打破四散。於是陸遜整編東三郡的部隊，健壯強者為兵，老弱者作為國民安戶，得精兵幾萬人，將留有的惡賊舊患全部消滅，軍隊所過之地社會即得安寧。賀齊拜為安東將軍，封山陰侯，出任鎮守長江江面，督扶州以上地方至皖城的水域。

### 倚憑軍异
黄武初年（222年），曹丕以不送子為藉口對孫權發起三方面伐吳攻勢，並派遣曹休作為指揮官攻擊洞口。賀齊因為路遠原因而隨後才到，並駐扎新市抗擊魏軍。當時呂範作為指揮官防衛曹休，但諸將在出戰途中遇上暴風溺死者眾多，亡者有一半，眾將士士氣低落，可謂出師不利。唯獨賀齊後到而避過了這次的天災海難，這支軍隊得以保存軍力，諸將全賴賀齊軍才穩住態勢。
賀齊性格喜歡奢侈綺麗，尤其是軍事方面，兵器盔甲器械都是極其精良，所乘坐的戰船都雕刻上赤色彩繪紋理，青色羽蓋，深紅色的帷幔。大小盾牌和戈矛，都繪製上花爪文畫，弓弩箭矢都是取材於上乘材料，其所屬的蒙衝鬥艦，遙望猶如山群一樣連綿不斷。曹休等人對賀齊非常忌憚，隨即引大軍撤退。後來遣升後將軍，假節領徐州牧。

### 出其不意
當初，晉宗為戲口守將，率眾投魏背叛吳，並還駐蕲春太守，打算圖取襲擊安樂救回自己做人质的家属。孫權對此感到恥辱憤恨，藉著223年三方面戰爭剛結束，在六月盛夏，出其不意地派賀齊督糜芳、鮮於丹，與胡綜一起襲擊蕲春，隨即晉宗被生擒捕獲。四年之後就是227年，賀齊去世，兒子都有令名，也是佳將。

### 攻其無備
曾經，吳國派遣賀齊討伐山越，賊中有擅長符咒禁術的人，每當兩方交戰的時候，官軍的刀劍都不能拔出，弓弩射出的箭矢還會倒射回自己，總使吳官軍交戰不利。賀齊經過長思摸索之後說：“我曾經聽聞金上有鐵刃可以禁的人，蟲有毒可以禁的人，如果沒有刃沒有毒則不能禁。他一定是能夠禁我們兵器的人，但一定不能禁沒有鐵刃的物件。”於是用強硬的木頭製作多支木棍，挑選強健有力氣的五千名兵卒為先頭部隊，全部拿起特製木棍。那群山賊以為自以為是擅使禁術，完全不進行嚴密準備。於是賀齊指揮的官軍以特製木棍揮擊，那些山賊無法再施展禁術，被擊殺者數以萬計。

## 逸聞
有人狀告呂範與賀齊二人在衣著方面過份奢華綺麗，服飾甚至有僭越王者的嫌疑，孫權回應說：「當年管仲亦曾做過逾禮的行為，但齊桓公能加以包容，結果亦不損其霸業。如今子衡（呂範）、公苗（賀齊）二人，根本沒有犯上管仲那種程度的過失，他們只是精好於器械，在舟車用物方面追求嚴整而已，這能建立出強悍的軍容，對其治軍又有何損失呢？」，聽到孫權對二人信任的回應後，狀告者再也不敢說二人是非。

## 評價
- 《三國志》總評曰：「山越好為叛亂，難安易動，是以孫權不遑外御，卑詞魏氏。凡此諸臣，皆克寧內難，綏靜邦域者也。呂岱清恪在公；周魴譎略多奇；鍾離牧蹈長者之規；全琮有當世之才，貴重於時，然不檢奸子，獲譏毀名雲。」
- 朱育：其雄姿武毅，立功当世，则后将军贺齐，勋成绩著。（《三國志·虞翻傳》注引《會稽典錄》）

## 家屬
- 父輩
  - 賀純，字仲真[8]，伯父（《元和姓纂》作祖父），名儒，漢安帝時曾任侍中、江夏郡太守，後辭官。
  - 賀輔，官至永寧縣長。[2]
- 長子賀達，吳嘉禾二年（233年）去遣使公孫淵，但慘遭殺害。[9][10]
  - 贺质，賀達子，位至虎牙将军。[11]
- 次子賀景，位至灭贼校尉。[12]
  - 贺邵，東吳末年重臣，另有傳。
    - 賀循，字彥先，晉朝名儒，於唐《晉書》有傳。

  - 賀惠，賀邵弟，曾任宛陵令。[13]

## 三國演義
- 《三國演義》小說中的吳國不存在山越困擾，是發達繁榮和平的地方，賀齊也被刪除沒有登場。正史南方是相對落後的地方，與中原對比是較為不發達，其山阻險地也是山越族的溫床，不定期大規模侵擾吳國境地，故此孫權對外作戰的同時也要兼顧內部山越問題。而揚州本土豪族也與當地的山越族有聯繫，越族能夠就地取鐵鑄造兵器，潛伏在山阻險地進行游擊戰，軍力數以萬計以上，相等於一批正規軍。孫權每次出征都非常煩惱，所以會派出大量家臣進行平定，而賀齊是當中的佼佼者，對孫權開發南方有很大的貢獻。

## 延伸阅读
[在维基数据编辑]
 《三國志·卷60》，出自陳壽《三國志》